# Hellelujah (album)
 (juin 2016).
Si vous disposez d'ouvrages ou d'articles de référence ou si vous connaissez des sites web de qualité traitant du thème abordé ici, merci de compléter l'article en donnant les références utiles à sa vérifiabilité et en les liant à la section « Notes et références ».
Albums de Drowning Pool
Resilience
(9 avril 2013)
Hellelujah est le sixième album du groupe Drowning Pool, sorti en février 2016 sur le label Caroline Records.

## Liste des titres
| No  | Titre             | Durée |
| --- | ----------------- | ----- |
| 1.  | Push              | 3:13  |
| 2.  | By The Blood      | 3:27  |
| 3.  | Drop              | 3:42  |
| 4.  | Hell To Pay       | 4:01  |
| 5.  | We Are The Devil  | 4:05  |
| 6.  | Snake Charmer     | 3:47  |
| 7.  | My Own Way        | 3:33  |
| 8.  | Goddamn Vultures  | 3:53  |
| 9.  | Another Name      | 3:41  |
| 10. | Sympathy Depleted | 3:31  |
| 11. | Stomping Ground   | 3:40  |
| 12. | Meet The Bullet   | 4:01  |
| 13. | All Saints Day    | 4:20  |